# Deti veka
Deti veka (Дети века), a volte noto in Italia con il titolo Figli del secolo, è un film del 1915 diretto da Evgenij Bauėr.

## Trama
Marija, una donna sposata con un impiegato di banca, e madre di un bambino, è fatta oggetto di attenzioni particolari, in diverse occasioni – nelle quali era spesso accompagnata da un'amica - da parte di un signore barbuto, che pare aver rapporti di lavoro col marito di lei.
Marija lascia la casa coniugale e si reca dal signore barbuto; poi ritorna, prende con sé il bambino, e, insieme all'amica, riparte.
Il marito - dopo aver avuto una colluttazione col signore barbuto - torna a casa, appare disperato, si punta una pistola alla tempia, poi scartabella alcuni documenti.